# Cincia
Cincia är ett släkte av fjärilar. Cincia ingår i familjen björnspinnare.
Kladogram enligt Catalogue of Life:
| Cincia | \| \| Cincia conspersa \| \| \| \| \| \| Cincia sordida \| \| \| \| |
|        | \| \| Cincia conspersa \| \| \| \| \| \| Cincia sordida \| \| \| \| |
|        | Cincia conspersa                                                    |
|        |                                                                     |
|        | Cincia sordida                                                      |
|        |                                                                     |